# دانشکده روانشناسی دانشگاه تهران
دانشکده روانشناسی و علوم تربیتی دانشگاه تهران یکی از دانشکده‌های دانشگاه تهران است؛ این دانشکده هم‌اکنون دارای هفت گروه آموزشی می‌باشد که هر یک اقدام به پذیرش دانشجو در مقاطع کارشناسی، کارشناسی ارشد و دکتری می‌نمایند.

## تاریخچه
دانشکده روانشناسی دانشگاه تهران در سال ۱۳۴۴ خورشیدی آغاز به کار کرد. این دانشکده در ابتدا ضمن تربیت دبیر آموزشی، آموزش مسائل تربیتی و روش‌های آموزشی را نیز بر عهده داشت. این وظیفه قبل از تاسیس دانشکده روانشناسی در دانشکده ادبیات و علوم انسانی دانشگاه تهران
انجام می‌شد.
از سال ۱۳۴۸ فعالیت دانشکده صرفا به روانشناسی و علوم تربیتی معطوف شد.

## امکانات آموزشی و پژوهشی
- مرکز رایانه‌ای با بیش از ۲۰۰ دستگاه رایانه و اتصال به بشکه اینترنت برای دانشجویان، اعضای هیات علمی و کارکنان
- کلینیک جهت ارائه خدمات روانشناختی
- تالار کوثر برای سخنرانی و برگزاری همایش‌های علمی
- دارای دو کتابخانه

## آزمایشگاه‌های دانشکده
- آزمایشگاه روانشناسی
- آزمایشگاه روانسنجی
- آزمایشگاه بازتوانی شناختی
- آزمایشگاه سنجش و اندازه‌گیری
- آزمایشگاه آموزش سمعی و بصری